# Saint-Exupéry, Gironde
 Saint-Exupéry  là một xã thuộc tỉnh Gironde trong vùng Aquitaine tây nam nước Pháp. Xã này nằm ở khu vực có độ cao trung bình 63 mét trên mực nước biển.